# Caloichneumon perrarus
Caloichneumon perrarus (лат.) — ископаемый вид наездников-ихневмонид, единственный в составе рода Caloichneumon из подсемейства Novichneumoninae (Ichneumonidae). Бирманский янтарь, Мьянма, меловой период, возраст находки 99 млн лет. Родовое название Caloichneumon представляет собой комбинацию латинизированного греческого слова «Calo-», означающего красивый, и ichneumon, названия типового рода, часто используемого в качестве суффикса для родовых названий ихневмонид. Видовое название C. perrarus происходит от латинского слова «perrarus», что означает «исключительный» и относится к уникальному признаку 9-членикового жгутика усика.

## Описание
Мелкие наездники. Длина переднего крыла 1,6 мм (ширина 0,65 мм), заднее крыло 1,0 мм. Жгутик усика 9-члениковый. От других родов подсемейства отличается жилкованием крыльев и чрезвычайно малым числом флагелломеров усиками. Переднее крыло с r-rs равной 0,7 расстояния между r-rs и 2m-cu; 4-Rs в 4.6 длиннее r-rs; рамулюс отсутствует; 1m-cu и 2-Rs+M плавно изогнутая, без резкого изгиба в месте соединения жилок. В заднем крыле отсутствует 2-Rs; 1-Cu и cu-a прямые. Голова яйцевидная (ширина 0,43 мм, длина 0,31 мм) с крупными сложными глазами (длина 0,31 мм, ширина 0,26 мм). Усики со скапусом длинные и тонкие, педицель короткий и вздутий, в 1,6 раза шире первого членика жгутика; жгутик нитевидный; первый членик жгутика в 7,8 раза шире и в 1,4 раза длиннее второго; все членики жгутики одинаковой ширины, постепенно уменьшающиеся в длину, базальные в 1,9 раза длиннее субапикального; вершинный в 1,4 раза длиннее субапикального, не вздутый, острый на вершине. Мезосома 0,45 мм длины и 0,36 мм ширины. Ноги полностью сохранились, тонкие; задние тазики заметно шире передних и средних тазиков, а задние ноги явно длиннее передних и средних ног; все ноги с сохранившимися вертлугами, лапки с пятью сегментами.

## Систематика
Вид был впервые описан в 2017 году гименоптерологами из Китая (Longfeng Lia, Chungkun Shih и Dong Ren) и России (Дмитрий Копылов, Палеонтологический институт РАН, Россия). Сходен с ископаемыми родами и видами из подсемейства †Novichneumoninae: †Rasnichneumon alexandri, †Heteropimpla pulverulenta, †Novichneumon longus. Caloichneumon perrarus имеет длину переднего крыла 1,6 мм, что одно из самых мельчайших показателей среди всех ихневмонид. Миниатюризация часто приводит часто приводит к редукции и олигомеризации. При этом переднее крыло Caloichneumon perrarus имеет полное жилкование (отсутствие r-m и ramulus — обычное состояние у ихневмонид всех размеров). Заднее крыло более упрощено: 2-Rs и 2-Cu утрачены, 1-Cu и cu-a лишены изгиба в месте соединения жилок. Самый причудливый признак в том, что у этого вида лишь 9 члеников жгутика. Среди более чем 24 000 описанных видов только один, Phradis decameron Khalaim, 2004 (Tersilochinae), имеет менее 10 жгутиков (от 8 до 11). В меловом периоде малое количество жгутиков известно у таймырских и канадских янтарных ихневмонид: Eubaeus и Pareubaeus имеют 11 члеников жгутика, Catachora 12 и Urotryphon 13.